# クラカウアー・ブラザーズ

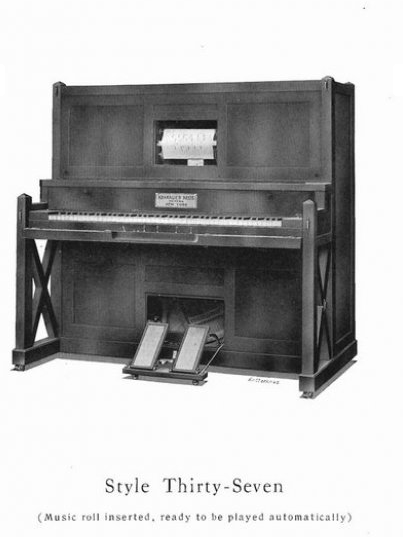
自動演奏のピアノロールを備えた「Style Thirty-Seven」。

クラカウアー・ブラザーズ (Krakauer Brothers) は、クラカウアー  (Krakauer) としても知られていた、アメリカ合衆国の手作り高級ピアノ製造業者で、1869年にニューヨークで、ユダヤ人の移民だったサイモン・クラカウアー (Simon Krakauer) が、息子デイヴィッド (David) や兄弟のジュリアス (Julius) とともに創設した。.

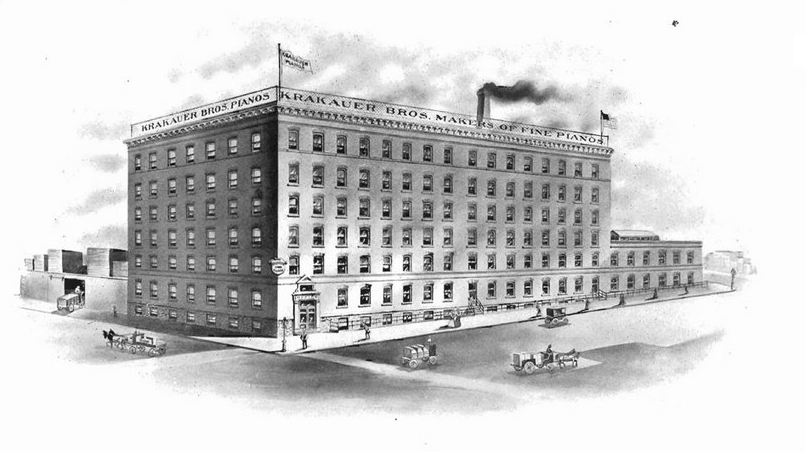
ニューヨークにあったクラカウアー・ブラザーズの工場。

やがて成長した同社は、ニューヨーク市ブロンクス区のサイプレス・アベニュー (Cypress Avenue) に面した136丁目から137丁目にかけての場所に、工場を開設した。クラカウアーは、高品質のピアノの製造とともに、19世紀末から20世紀初めのピアノの発達において影響力の大きな革新によって知られた、卓越したピアノ製造会社であった。
1917年、クラカウアーは、マディソン・ピアノ・カンパニー (Madison Piano Company) を合併し、「マディソン (Madison)」ブランドでも数十年間にわたってピアノを製造した。クラカウアー・ブラザーズは、より大きなコングロマリットに吸収されることなく世界恐慌を生き延びた数少ないアメリカ合衆国のピアノ会社のひとつであった。
1977年、ハワード・K・グリーヴス (Howard K. Graves) がクラカウアーを買収し、事業をオハイオ州ホームズ郡バーリンに移した。クラカウアーは、ヴァーティコード (Vertichord)、リリコード (Lyrichord)、そしてマディソンのブランドで製造を行った。その後、クラカウラーは1980年にキンボール・インターナショナルの一部門になり、製造番号86405以降はこの体制で生産された。バーリンの工場は、1985年に閉鎖され、これによりクラカウアーの名は終わりを告げることとなった。